# 莫亚 (巴塞罗那省)
莫亚，是西班牙加泰罗尼亚巴塞罗那省的一个市镇。总面积76平方公里，总人口5766人（2013年），人口密度76人/平方公里。